# El crimen del otro

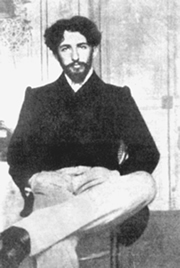
Horacio Quiroga en 1900.

El crimen del otro es el segundo libro del escritor Horacio Quiroga, publicado en Buenos Aires en el año 1904. Escritos entre 1902 y 1904, los textos que integran este libro están fuertemente ligados a aquellos de sus inicios literarios y de sus fervores modernistas, marcadamente influenciados por Edgar Allan Poe. 
Previamente el autor había publicado en Uruguay Los arrecifes de coral. Esta publicación, sin embargo, contenía esencialmente poemas, prosa lírica y solo cuatro relatos.

## Cuentos
El libro consta de doce cuentos: 
- La princesa bizantina
- Rea Silvia
- Corto poema de María Angélica
- Flor de imperio
- La muerte del canario
- Idilio
- El 2º y el 8º número
- Historia de Estilicón
- El haschich
- La justa proporción de las cosas
- El triple robo de Bellamore
- El crimen del otro

## Reseña
En la nota preliminar a El crimen del otro, Napoleón Baccino y Pablo Rocca apuntan: "Estos trece cuentos representan en su conjunto, a la vez que un tributo, un homenaje. Tributo porque la mitad de ellos prolongan en sus páganas la estética decadente de los textos incluidos en Los arrecifes de coral. Homenaje, porque la otra mitad evidencia la admiración y la influencia de uno de los escritores que más decisivamente marcaron a Quiroga: Edgar Allan Poe".
Jorge Lafforgue apunta: "A la trivial anécdota de "La princesa bizantina", cuya acción tiene lugar sobre paisajes exóticos y acartonados, siguen relatos de amores turbios o equívocos, con la vuelta de tuerca que marca "Historia de Estilicón", relato en el cual las relaciones perversas de los personajes se contraponen a la impasibilidad del narrador (científico). Por otra parte en los cuentos finales hay tres apuestas narrativas que obtuvieron singular fortuna: "El haschich, relato de una experiencia personal de Quiroga con la droga, causó cierto revuelo en la sociedad de su tiempo [...] "El triple robo de Bellamore", cuento policial de factura clásica, aunque con un irónico cierre que bordea la parodia [...] y el cuento que le da título al libro, que sin duda trabaja con acierto un arduo desafío narrativo.